# Carles Miquel i Ruzafa
Carles Miquel i Ruzafa (Badalona, 20 d'octubre de 1970) és un polític català, alcalde de Sant Fost de Campsentelles des del 9 de setembre de 2019, al 30 de març de 2021.
Llicenciat en Administració i Direcció d'Empreses per ESADE, ha treballat 20 anys en empreses fabricants i distribuïdors d'informàtica, ocupant càrrecs d'alta direcció entre 1998 i 2015, any en què inicia un projecte d'emprenedoria, una agència de viatges que combina amb la seva activitat política a Sant Fost de Campsentelles.
L'any 2015 inicia la seva activitat política a Sant Fost de Campsentelles, presentant-se com independent a la candidatura d'Esquerra Republicana de Catalunya a les eleccions municipals, essent escollit regidor, exercint al plenari com a primera força de l'oposició amb 2 regidors. L'any 2019 és escollit per encapçalar la candidatura d'Esquerra - Junts per Sant Fost, candidatura d'unitat dels partits i entitats independentistes a Sant Fost de Campsentelles aconseguint 5 dels 13 regidors del consistori. Amb el suport del regidor de Sant Fost en Comú Podem Albert Bastida i Marfil, i de Maria José Sánchez, el 9 de setembre de 2019 és escollit alcalde de Sant Fost de Campsentelles, càrrec que va exercir amb dedicació exclusiva fins al 30 de Març de 2021, quan va perdre una moció de censura en contra.
Ha estat directiu de la UE Sant Fost CF entre els anys 2009 i 2015 on també fa d'entrenador.